# Honda Capa
Honda Capa – samochód osobowy typu minivan produkowany od 1998 do 2002 roku przez koncern Honda. Model został zaprezentowany w 1997 roku na salonie w Tokio jako samochód koncepcyjny "J-MW". Wprowadzony do detalicznej sprzedaży 24 kwietnia 1998 roku. Ze względu na niezadowalające wyniki sprzedaży model został wycofany z rynku w 2002 i zastąpiony Hondą Mobilio.